# Листоухие хомячки
Листоухие хомячки (лат. Phyllotis) — род южноамериканских мышевидных грызунов из семейства хомяковые (Cricetidae). К роду относят 14 видов.

## Описание
Длина головы и тела от 7 до 15 сантиметров, хвост длиной от 5 до 17 сантиметров, вес от 20 до 100 граммов. Мех серо-коричневый, жёлтый или красновато-коричневый на верхней стороне, низ белый или светло-серый.

## Распространение и места обитания
Встречаются от Эквадора через Перу и Боливию до Чили и Аргентины. Населяют саванны, кустарниковые заросли, пустыни и горные районы. Встречаются до 5000 метров над уровнем моря.

## Образ жизни и питание
В качестве убежищ используют щели, пещеры или заброшенные норы других животных. В зависимости от вида могут быть активными ночью, в сумерках или в течение дня. Питаются семенами, зелёными частями растений и лишайниками.

## Естественные враги
На листоухих хомячков охотится парагвайская лисица.

## Паразиты
На листоухих хомячках паразитируют блохи Tunga bonneti и Tunga libis. 

## Виды
Род включает следующие виды:
- Дружелюбный хомячок (Phyllotis amicus)
- Андийский листоухий хомячок (Phyllotis andium)
- Phyllotis anitae
- Буэнос-айресский листоухий хомячок (Phyllotis bonariensis)
- Козий листоухий хомячок (Phyllotis caprinus)
- Листоухий хомячок Дарвина (Phyllotis darwini)
- Решительный листоухий хомячок (Phyllotis definitus)
- Листоухий хомячок Хаггарда (Phyllotis haggardi)
- Phyllotis limatus
- Листоухий хомячок-магистр (Phyllotis magister)
- Листоухий хомячок Осгуда (Phyllotis osgoodi)
- Злаковниковый листоухий хомячок (Phyllotis osilae)
- Листоухий хомячок Вульфсона (Phyllotis wolffsohni)
- Желтозадый листоухий хомячок (Phyllotis xanthopygus)